# Ла-Нёвиль-ан-Бен
Ла-Нёви́ль-ан-Бе́н (фр. La Neuville-en-Beine) — коммуна во Франции, находится в регионе Пикардия. Департамент коммуны — Эна. Входит в состав кантона Шони. Округ коммуны — Лан.
Код INSEE коммуны — 02546.

## Население
Население коммуны на 2010 год составляло 178 человек.
| 1962 | 1968 | 1975 | 1982 | 1990 | 1999 | 2010 |
| ---- | ---- | ---- | ---- | ---- | ---- | ---- |
| 161  | 116  | 103  | 123  | 148  | 152  | 178  |

## Экономика
В 2010 году среди 120 человек трудоспособного возраста (15—64 лет) 82 были экономически активными, 38 — неактивными (показатель активности — 68,3 %, в 1999 году было 64,7 %). Из 82 активных жителей работали 75 человек (43 мужчины и 32 женщины), безработных было 7 (3 мужчин и 4 женщины). Среди 38 неактивных 11 человек были учениками или студентами, 12 — пенсионерами, 15 были неактивными по другим причинам.